# Juliane Pfeil

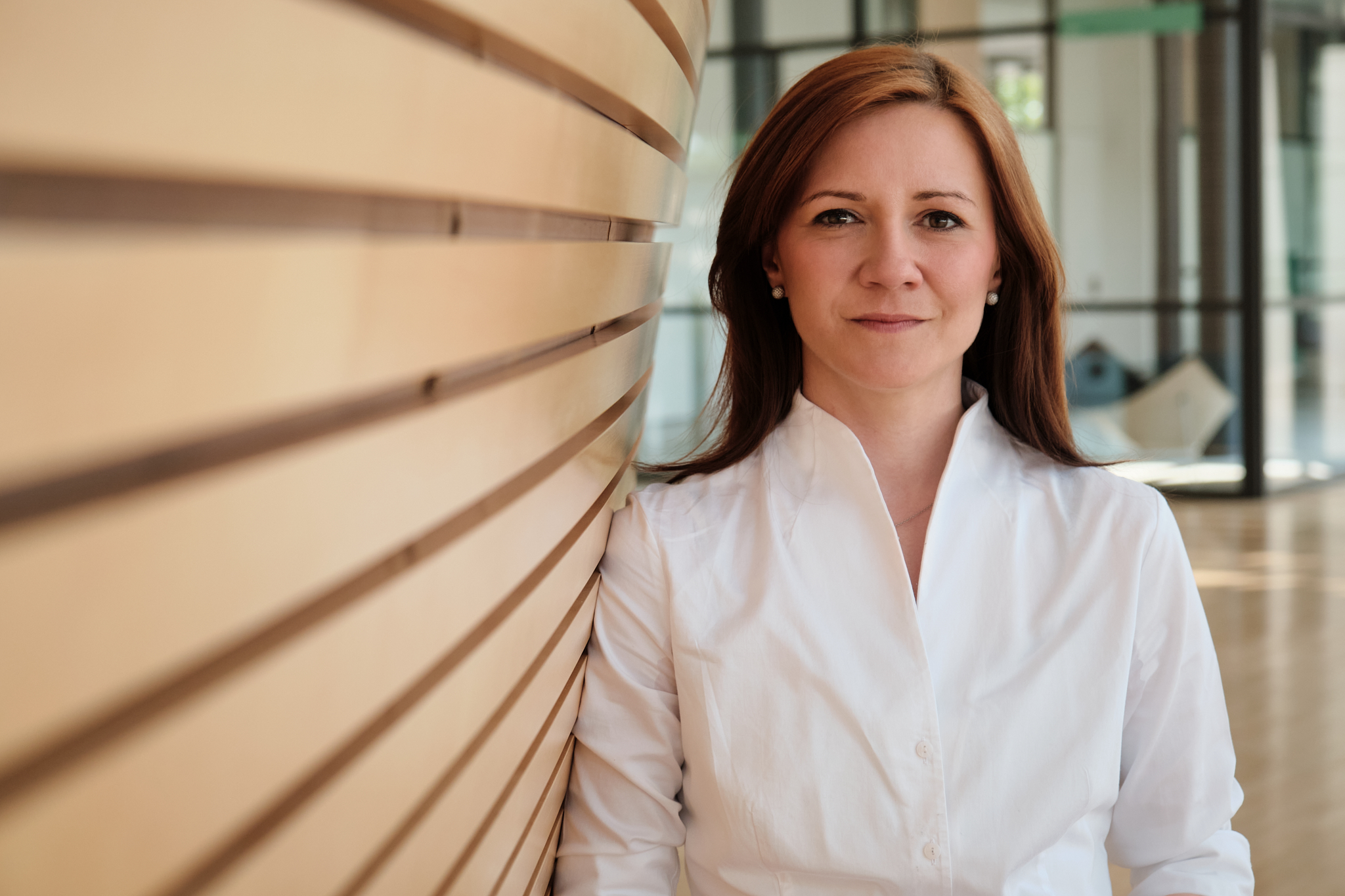
Juliane Pfeil (2022)

Juliane Pfeil, ehemals Pfeil-Zabel (* 3. Februar 1987 in Plauen), ist eine deutsche Politikerin (SPD). Sie ist seit 2021 wieder Mitglied des Sächsischen Landtages, dessen Abgeordnete sie bereits von 2014 bis 2019 war.

## Leben
Pfeil wuchs in Theuma auf und absolvierte 2005 das Abitur. Zunächst studierte sie Politikwissenschaften an der TU Chemnitz, später Geschichte an der Universität in Leipzig. Nach einer kurzen Babypause arbeitete sie beim Verein Vivere e. V., danach im Bürgerbüro des SPD-Bundestagsabgeordneten Wolfgang Gunkel. Zuletzt war sie bei der Verbraucherzentrale Sachsen angestellt.

## Politik
In die SPD trat Pfeil 2003 ein. Von 2012 bis 2014 war sie stellvertretende Vorsitzende der SPD Vogtland und ist seit 2008 Mitglied des Landesvorstandes. Lange Jahre engagierte sie sich bei den Jusos und war bis 2012 drei Jahre deren stellvertretende Vorsitzende.
Von 2009 bis 2022 saß  Pfeil im Stadtrat von Plauen. Als Mitglied des Verwaltungsausschusses, des Sozialausschusses und der Arbeitsgemeinschaft Behindertenhilfe lagen ihre politischen Schwerpunkte in den vergangenen Jahren in erster Linie im sozialen Bereich. Seit 2012 ist sie Vorstandsmitglied der Arbeiterwohlfahrt Plauen. Außerdem ist sie Mitglied des Forum Kunst in Plauen.
Seit 2019 ist Juliane Pfeil Kreisrätin im Vogtland und wurde zuletzt bei der Kommunalwahl 2024 in Sachsen als Kreisrätin wiedergewählt.
Sie ist Beisitzerin im Landesvorstand der Arbeitsgemeinschaft für Bildung (AfB) und Mitglied im Vorstand der Sozialdemokratischen Gemeinschaft für Kommunalpolitik Sachsen (SGK).
Bei der Landtagswahl in Sachsen 2014 errang Juliane Pfeil ein Mandat über die Landesliste ihrer Partei und zog in den sächsischen Landtag ein. Dort war sie Sprecherin der SPD-Fraktion für die Themen Familie, frühkindliche Bildung und Integration. Ferner war sie Mitglied im Ausschuss für Soziales und Verbraucherschutz, Gleichstellung und Integration, im Petitionsausschuss sowie im Ausschuss für Schule und Sport. Im Rahmen ihrer Tätigkeiten war sie Mitglied im Arbeitskreis I (Soziales, Bildung und Finanzen) und im Arbeitskreis III (Wirtschaft/Arbeit, Wissenschaft/Kunst, Gleichstellung und Integration) der SPD-Fraktion.

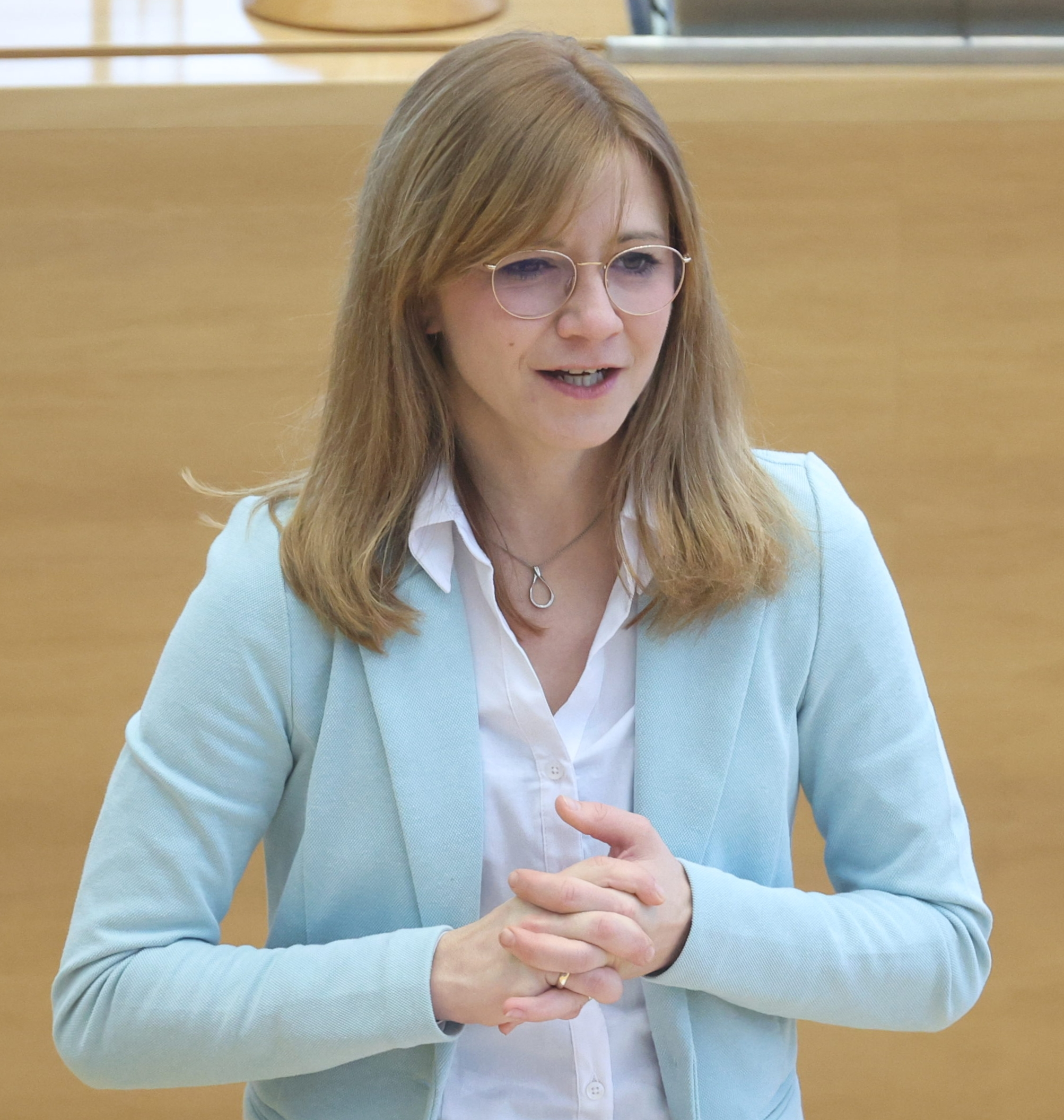
Pfeil bei einer Rede im Sächsischen Landtag (2024)

Bei der Landtagswahl 2019 verpasste sie zunächst den Wiedereinzug in den Landtag, rückte jedoch am 16. November 2021 für Holger Mann in den Landtag nach. Hier fungierte sie als Sprecherin für Kinder, Jugend und Familie, für Kindertagesstätten, für Ländlicher Raum und Landesentwicklung sowie für Verbraucherschutz. Weiter war sie Mitglied im Ausschuss für Regionalentwicklung und stellvertretendes Mitglied im Ausschuss für Schule und Bildung. 
Zur Landtagswahl am 1. September 2024 trat Pfeil im Wahlkreis Vogtland 1 (Wahlkreis 1) sowie auf Listenplatz 5 der Landesliste der SPD Sachsen an. Sie erzielte dabei einen Direktstimmenanteil von 6,0 Prozent, was den vierthöchsten Direktstimmenanteil im Wahlkreis darstellte (nach CDU, AfD und BSW); der Listenstimmenanteil für die SPD im Wahlkreis beträgt 6,2 Prozent. Über die Landesliste zog Pfeil erneut in den Sächsischen Landtag ein.

## Privates
Juliane Pfeil ist zum zweiten Mal verheiratet und wohnt mit ihren drei Kindern in Plauen.